# تشارلز أ. موبلي
تشارلز أ. موبلي هو سياسي أمريكي، ولد في 7 أبريل 1897، وتوفي في 8 أبريل 1989 في مقاطعة جينيسي في الولايات المتحدة. نشط حزبياً في الحزب الجمهوري.